# Comité Mundial contra la Guerra y el Fascismo
El Comité Mundial contra la Guerra y el Fascismo fue una organización pacifista internacional que actuó en la lucha contra el fascismo en la década de 1930. Durante este período Hitler llegó al poder en Alemania, Italia invadió Etiopía y estalló la Guerra civil española. Aunque dominado por comunistas cuya prioridad era impedir ataques a la Unión Soviética, muchos pacifistas prominentes con diferentes ideologías fueron simpatizantes o miembros del comité. El Comité Mundial patrocinó subcomités para la Mujer y los Estudiantes y comités nacionales, entre los cuales los de España, Gran Bretaña, México y Argentina. Las organizaciones femeninas fueron particularmente activas e incluyeron líderes feministas como Gabrielle Duchêne, de Francia, Sylvia Pankhurst, de Gran Bretaña y Dolores Ibárruri, de España.

## Antecedentes

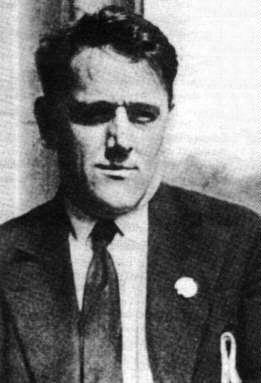
Willi Münzenberg, que orquestó la creación del Comité Mundial contra la Guerra Imperialista

Japón conquistó Manchuria en 1932 y el apoyo a los nazis fue creciendo en Alemania aquel año, por lo que la Unión Soviética temió quedar cercada y luego ser atacada por las potencias capitalistas. El comunista alemán Willi Münzenberg había fundado la Liga contra el Imperialismo en 1927, pero esta organización se derrumbó en 1931. Münzenberg organizó el Congreso Mundial contra la Guerra Imperialista en Ámsterdam a finales de agosto de 1932. Tuvo cuidado de evitar la inclusión de cualesquiera nombres rusos en la publicidad, con excepción de Máximo Gorki, jefe del comité de convocatoria. El Congreso fue anunciado como Congreso Mundial Contra la Guerra Imperialista en publicaciones comunistas, pero tan sólo como Congreso Mundial contra la Guerra en otros medios. Romain Rolland y Henri Barbusse enviaron las invitaciones.
El Congreso Mundial contra la Guerra se llevó a cabo del 27 al 29 de agosto de 1932 en Ámsterdam, y contó con la presencia de más de 2.000 delegados procedentes de 27 países. La mayoría de los delegados que asistieron no eran comunistas. Sin embargo muchos pertenecían a organizaciones asociadas a partidos comunistas o eran conocidos simpatizantes de Rusia.
La mayoría de las discusiones giraron en torno a la necesidad de defender a la Unión Soviética.
En la reunión de Ámsterdam se creó el Comité Mundial contra la Guerra Imperialista. Willi Münzenberg fue el organizador en la sombra detrás del Comité Mundial, que al principio tuvo su sede en Berlín. Münzenberg logró convencer a muchos pacifistas prominentes para que se unieran al Comité. Además de Barbusse, Rolland y Gorki entre los miembros figuraron Albert Einstein, Heinrich Mann, Bertrand Russell, Havelock Ellis, Theodore Dreiser, John Dos Passos, Upton Sinclair y Sherwood Anderson.
Romain Rolland criticó el control del Comité por parte de Münzenberg y estuvo en contra de establecer la sede en Berlín. El Comité Ejecutivo de la Internacional Comunista también se manifestó disconforme con las posturas de Münzenberg y lo sustituyó por Georgi Dimitrov. A principios del año siguiente Adolfo Hitler fue nombrado canciller de Alemania y el comité mundial tuvo que trasladar su sede a París. Dimitrov fue encarcelado acusado por el incendio del Reichstag y Münzenberg asumió de nuevo el control.

## Fundación

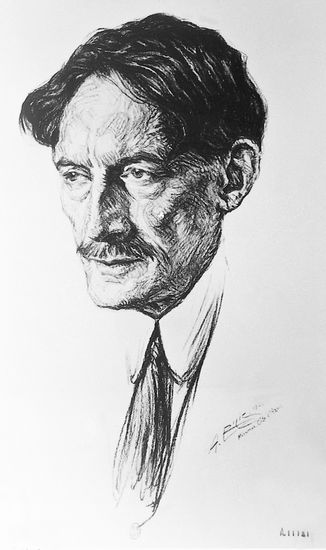
Henri Barbusse, uno de los miembros fundadores.

La Unión Antifascista de Trabajadores Europeos se crea en junio de 1933, en el Congreso Europeo de Trabajadores Antifascistas,  celebrado en la Sala Pleyel de París. Esta organización se fusionó con el Comité Mundial en agosto de 1933 para convertirse en el Comité Mundial Conjunto contra la Guerra Imperialista y el Fascismo, más tarde abreviado a Comité Mundial contra la Guerra y el Fascismo.
El Comité recibió posteriormente el nombre de "Ámsterdam-Pleyel" por los lugares de reunión de la fundación. La organización conjunta fue dirigido por Henri Barbusse, André Gide y André Malraux como copresidentes. Dos comunistas alemanes, Alfred Kurella y Albert Norden, se ocupaban de las tareas rutinarias.
El Comité Mundial contra la Guerra y el Fascismo definió sus objetivos como "la coordinación de las actividades en todo el mundo contra la guerra y el fascismo." Se hizo un llamamiento a "los trabajadores manuales e intelectuales de todos los partidos, a los sindicatos de todas las tendencias, a los campesinos y miembros de las clases medias, a los jóvenes y a las mujeres." Los estrechos vínculos del Comité Mundial con el comunismo eran públicamente conocidos, pero el Comité tenía como objetivo atraer a personas de confianza más allá de los ambientes comunistas.

## Actividades
En 1933 y 1934 el Comité Mundial organizó congresos para coordinar las actividades antifascistas de jóvenes, mujeres y estudiantes.
El Comité Mundial de Estudiantes contra la Guerra y el Fascismo fue un vástago creado en uno de los congresos, como asimismo el Comité Mundial de Mujeres contra la Guerra y el Fascismo. El 27 de abril de 1934 los jefes de los partidos comunistas de Europa se encontraron en Moscú, donde recibieron instrucciones nuevas del Comintern. Después de agosto de 1934 el Comité Mundial fue apoyadado por esos partidos y por el Comintern. Con esta financiación estaba en condiciones de patrocinar nuevos organismos contra la guerra y el fascismo. Fundó las revistas “Vendredi” en Francia, “Futuro” en México y “Claridad” en Buenos Aires.
En 1939 el membrete del Comité ostentaba como fundador a Barbusse, a Romain Rolland como Presidente Honorario y a Francis Jourdain como Secretario General. El consejo incluía a Paul Langevin, André Malraux y Jean Longuet, de Francia, a Sir Norman Angell de Inglaterra, a Heinrich Mann, de Alemania, a Harry F. Ward, Sherwood Anderson y John dos Passos, de los Estados Unidos y a A. A. MacLeod, de Canadá. Francis Jourdain invitó al profesor J. B. S. Haldane a asistir a una gran Conferencia Internacional en Defensa de la Paz y la Humanidad, que se iba a celebrar en París desde 13 hasta 14 de mayo de 1939. Haldane se expresó su apoyo pero rehusó la invitación.

### El Comité Mundial de Mujeres
La feminista francesa Gabrielle Duchêne fue
patrocinada por Romain Rolland y Henri Barbusse en el congreso de Ámsterdam y se convirtió en una de las secretarias del Comité Mundial.
En 1934 Gabrielle Duchêne organizó la Asamblea Mundial de Mujeres y Presidio el Comité Mundial de Mujeres en contra Guerra y Fascismo (CMF: Comité mondial des femmes contre la guerre et le fascisme).
Patrocinadoras británicas del Comité de Mujeres fueron algunas personalidades no comunistas, como Charlotte Despard, Sylvia Pankhurst, Ellen Wilkinson, Vera Brittain y Storm Jameson.
El Comité Mundial de Mujeres publicó su manifiesto en 1934.
En 1935 el Comité Mundial de Mujeres en Contra la Guerra y el Fascismo unió sus recursos con la Liga contra el Imperialismo y la Unión de Trabajadores Negros (UTN: Union des Travailleurs Nègres) para promover la libertad y acabar con la violencia en las colonias de Francia y otros Estados europeos.
Denise Moran Savineau presidió una reunión del Comité de Mujeres que estuvo dirigida por el comunista Stéphane Rosso. El Comité Mundial de Mujeres actuó en apoyo del Comité Internacional para la Defensa del Pueblo Etíope, que tuvo su primera reunión el 2 de septiembre de 1935, antes de que comenzara la invasión italiana de Etiopía en octubre de 1935.
El Comité Mundial de Mujeres celebró otro congreso en París en 1937.

### España

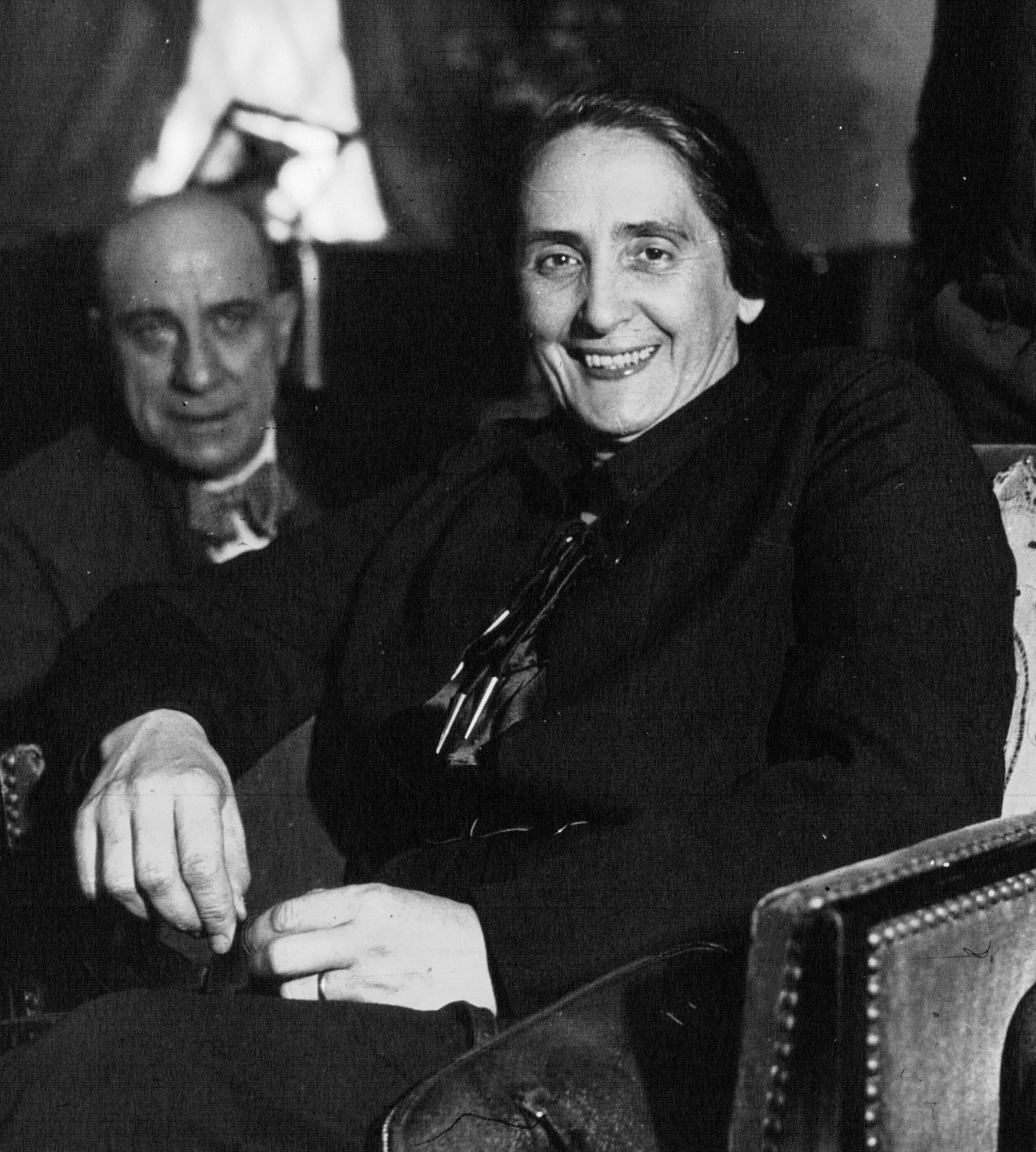
Dolores Ibárruri de España en 1936

A mediados de 1933 un delegado del Comité Mundial visitó a grupos de mujeres en España para investigar la posibilidad de que un comité de mujeres españolas se alineara con el Comité Mundial.
Dolores Ibárruri le dijo "que no tendría ninguna dificultad con las mujeres comunistas." El delegado francés indicó que quería también entrevistarse con mujeres socialistas, pero que no tenía tiempo. El Comité Español de Mujeres contra la Guerra y el Fascismo fue creado con un comité controlado por el Partido Comunista de España (PCE). En agosto de 1934 el comité español envió una delegación al Congreso Mundial de Mujeres contra la Guerra y el Fascismo, en París. Dolores Ibárruri lideró el grupo, que incluía dos republicanas y dos comunistas, Encarnación Fuyola Miret e Irene Falcón. El comité español se disolvió en octubre de 1934, durante la represión que siguió a la huelga de los mineros asturianos.
El 13 de agosto de 1936 el Comité Mundial contra la Guerra y el Fascismo organizó una conferencia general europea en París para organizar el apoyo al bando republicano en la Guerra civil española.

### Gran Bretaña

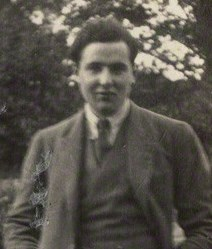
John Strachey de la sección británica

La Unión Británica de Fascistas (BUF), de Oswald Mosley, organizó un gran mitin en la sala Olympia de Londres, en junio de 1934. Una contra-manifestación fue organizada, y la situación derivó en una pelea que se saldó con numerosos heridos Se formó un Comité de Coordinación de Actividades Antifascistas, con John Strachey como secretario, patrocinado por el Comité Mundial contra la Guerra y el Fascismo (Amsterdam-Pleyel). Cuando la BUF organizó una manifestación de más de 3.000 fascistas en Hyde Park, Londres, el 9 de septiembre de 1934, el comité de Strachey organizó una gran contra-manifestación de 20.000 antifascistas.
La Sección Británica de las Mujeres Contra la Guerra y el Fascismo publicó una "Carta de la Mujer" que exigió el derecho de las mujeres casadas a trabajar y a clínicas de control de la natalidad así, como a apoyar el llamamiento a exigir la disolución de todas las organizaciones fascistas y el apoyo a la exigencia de un desarme total, realizada por la Unión Soviética. La militante izquierdista Melita Norwood impulsó una resolución de la Asociación de Mujeres Empleadas y Oficinistas en la que se pedía la acción conjunta con el Comité Mundial de Mujeres. El Grupo de los Seis Puntos y el Sindicato Nacional de Maestras también estaban afiliados a la sección británica del Comité Mundial de Mujeres. El Partido Laborista proscribió el Comité denunciándolo como un frente comunista.
La sección británica del Comité Mundial de Mujeres contra la Guerra y el Fascismo publicó la revista mensual Mujeres Hoy. Fue pensada para un público formado por mujeres que estuvieran interesadas en los asuntos mundiales y en las cuestiones sociales, aunque incluía algunos artículos sobre temas nacionales. La sección británica pidió que la fábricas de armamentos se transformaran para fabricar bienes socialmente útiles. Esto causó grave tensiones internas cuando los miembros más izquierdistas empezaron a apoyar a los republicanos en la Guerra civil española. El Comité Mundial de Mujeres pidió ayuda a las mujeres británicas para que trabajaran a las mujeres españolas durante la guerra civil. La sección británica del Comité de Mujeres fue disuelta poco después del comienzo de la Segunda Guerra Mundial (1939-1945).

### América
Los delegados americanos a al Congreso de Ámsterdam de 1932 crearon el Comité Americano para la Lucha Contra la Guerra, que poco después cambió su nombre por el de Liga Americana contra la Guerra y el Fascismo. Este grupo fue respaldado por muchos intelectuales norteamericanos prominentes y afirmó tener millones de miembros
La mayoría de los pacifistas estadounidenses que apoyaron a la Liga conocían su estrecha conexión con los comunistas y que su objetivo era ayudar a la Rusia soviética, pero estaban dispuestos a tolerar esto, dada la creciente amenaza de guerra.
Ella Reeve Bloor (1862-1951), del Partido Comunista de Estados Unidos, asistió al congreso de mujeres de París, en 1934 y fue elegida miembro del Comité Mundial. Se convirtió en miembro del Comité Ejecutivo Nacional de la Liga Americana contra la Guerra y el Fascismo y, en este papel, trató de reunir a los trabajadores y los movimientos pacifistas. Clara Shavelson Lemlich era una organizadora de la Liga Americana contra la Guerra y el Fascismo que a menudo se manifestó en contra de las armas nucleares y de la carrera armamentista. Después de su visita a la Unión Soviética, en 1949, su pasaporte fue revocado y, en 1951, fue llamada a testificar ante el Comité de Actividades Antiamericanas.